# Warandepark (Brussel)

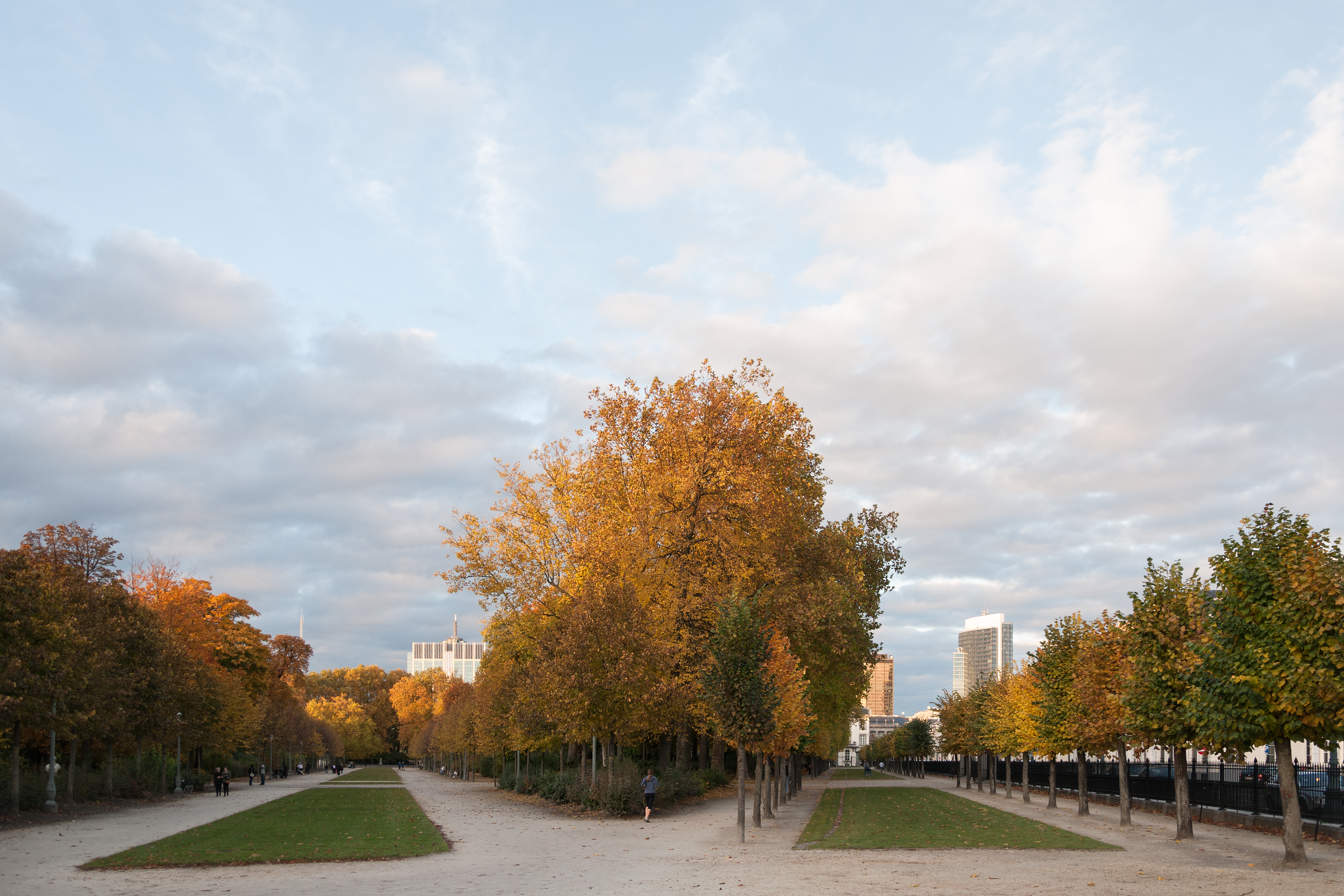
Rechte dreven in het park.

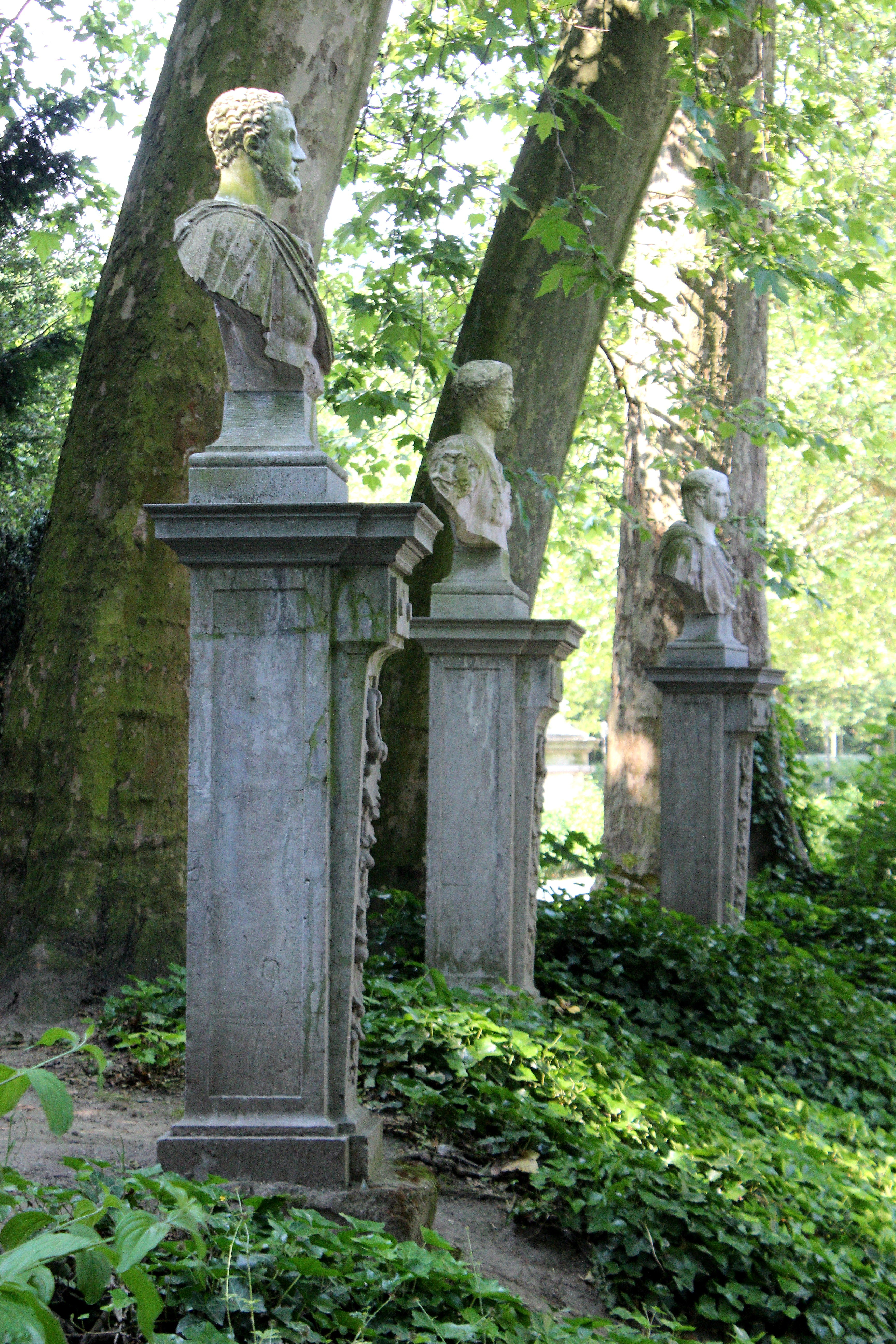
Beelden van Romeinse keizers omgeven de fontein bij het parlement.

Het Warandepark, ook Park van Brussel (Frans: Parc de Bruxelles), de Warande of Koninklijk Park genoemd, is een stadspark in het centrum van Brussel. Het Park van Brussel is ongeveer 13 ha groot, symmetrisch ontworpen en is gelegen tussen de Koningsstraat, Wetstraat, Hertogstraat en het Paleizenplein. Het Park van Brussel ligt pal tussen het Koninklijk Paleis en het Paleis der Natie, waar het Federaal Parlement van België huist. Het is versierd met een grote fontein, verschillende borst- en standbeelden, classicistische toegangspoorten en een muziekkiosk. Tijdens de zomer vinden er verschillende culturele activiteiten plaats, zoals muziekoptredens. Het park wordt bediend door metrohalte Park (Frans: Parc) op de lijn 1 en 5.

## Geschiedenis

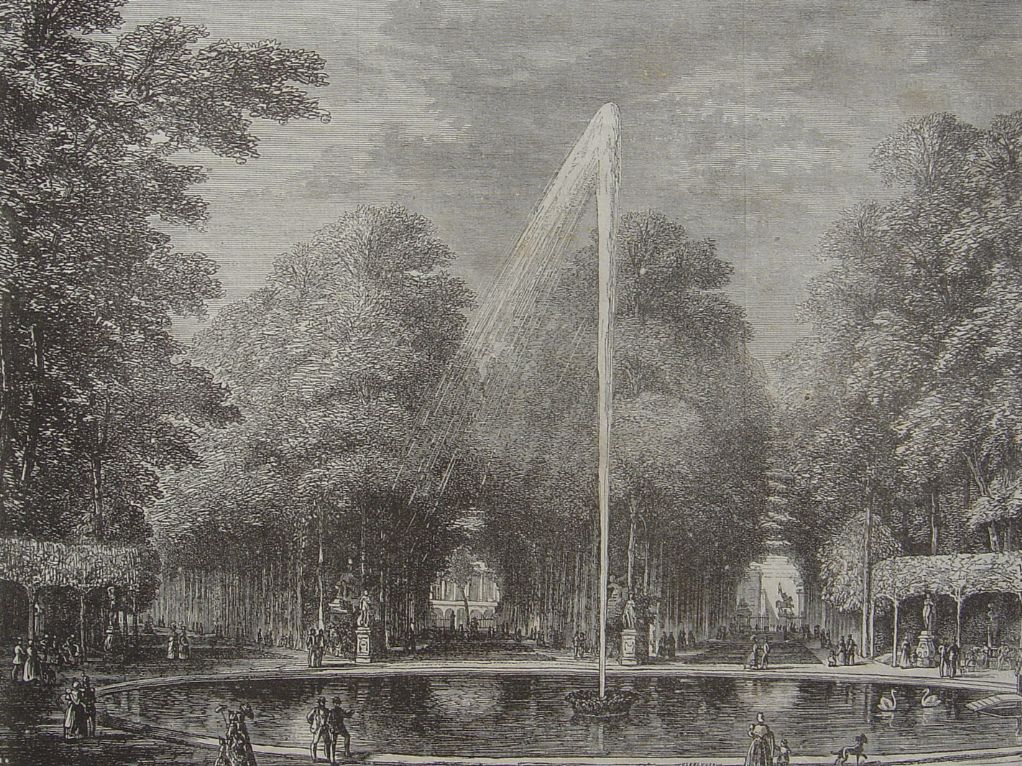
Het park in L'Illustration Européenne, 1870

### Jachtgebied
De Warande was vanaf de 11e eeuw een jachtgebied dat het castrum bediende, de eerste vesting op het Sint-Gorikseiland in de benedenstad. Vanaf de 13e eeuw krijgt het park vorm in een opeenvolging van onteigeningen. Het kasteel op de Koudenberg werd onder hertog Jan III van Brabant in de 14e eeuw en onder de Bourgondische hertog Filips de Goede in de 15e eeuw verbouwd en uitgebreid. Het Baliënplein dat voor het kasteel werd aangelegd, werd omstreeks 1500 afgesloten met een fraaie balustrade van houtsnijder Jan Borreman. Het jachtgebied werd toen een tweedelig park. Het ene deel was de warande en nog steeds voorbehouden voor wild. Het werd bevolkt door herten, everzwijnen en steenbokken; de Bourgondische hertogen hielden er in de 15e eeuw hun wilde fauna. Tegen het einde van de bestuursperiode van keizer Karel V van het Heilige Roomse Rijk reikte het ten noorden tot aan de Leuvensestraat en ten zuiden tot aan de stadswallen aan de Naamsepoort.
Het andere deel was een kleiner park in het dal van de Koperbeek, tussen de achterkant van het paleis en het bos. Dit parkje was een siertuin, die in de loop van de opeenvolgende aanpassingen de ene keer Feuillée werd gedoopt, dan weer het Doolhof omdat de groenvoorziening, de portieken en de bekkens verwezen naar het Korinthische labyrint. De tegenoverliggende heuvel werd in beslag genomen door een wijngaard die tot in de 16e eeuw werd benut, door een wintertuin en door volières met exotische vogels. Verderop in het dal werd het parkje opgesmukt met een bloementuin en een vijver. Dit Warandepark zoals gouverneur-generaal Maria Elisabeth van Oostenrijk het als laatste nog zou kennen, was met zijn waterbekkens, fonteinen, grotten in imitatierots en talrijke beelden, een van de mooiste van Europa.

### Brand en heraanleg
In de nacht van 3 op 4 februari 1731 viel het paleis op de Koudenberg aan de vlammen ten prooi. De brand was ontstaan in de keukens waar suikergoed voor een nakend bal werd gemaakt. Na de brand werd de omvang van de ramp zichtbaar; ook het Warandepark was vernield. Geldgebrek maakte van zelfs maar een gedeeltelijke reconstructie van het zwaar gehavende paleis en zijn tuinen een onhaalbare zaak.
Het paleis en het park bleef een puinhoop tot, bij de herdenking van de inhuldiging 25 jaar eerder van Karel Alexander van Lotharingen als gouverneur-generaal van de Oostenrijkse Nederlanden, de Staten van Brabant het voorstel lanceerden een standbeeld te zijner ere op te richten. Georg Adam von Starhemberg, gevolmachtigd minister van keizerin Maria Theresia, suggereerde het beeld te plaatsen vóór de op te ruimen ruïnes. Terzelfder tijd stelde hij voor het plein te vergroten, in eenzelfde stijl te bebouwen en het park weer aan te leggen. De keizerin verleende op 1 juli 1775 voorwaardelijk haar goedkeuring: de stad Brussel zou de kosten moeten dragen. Harde onderhandelingen leidden op 10 mei 1776 tot twee overeenkomsten aangaande het plein enerzijds en het park anderzijds. De stad zou de grond gelijkmaken voor de aanleg van het park en de drie aangrenzende wegen; de Koningsstraat, de Brabantstraat (nu Wetstraat) en de Hertogstraat. De regering zou de aanleg van het park zelf op zich nemen.

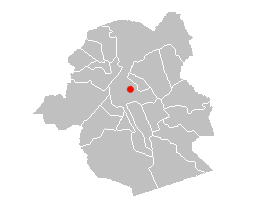
Locatie van het Warandepark (Park van Brussel) in het Brussels Hoofdstedelijk Gewest

De heraanleg van het Warandepark viel dus samen met de aanleg van het Koningsplein dat vanaf 1775 werd opgebouwd boven op de ruïnes van het oude hertogelijke Paleis op de Koudenberg dat, na de vernietigende brand van 1731 die het tot puin had herleid, bekendstond als het Oude Hof, of het verbrande hof. De gebouwen aan de rand van het park werden in dezelfde Lodewijk XVI-stijl ontworpen en gebouwd als die op het Koningsplein.
Het symmetrische ontwerp van de van oorsprong Franse architect Barnabé Guimard, bijgestaan voor wat de aanleg van het park betreft door de Oostenrijkse landschapsarchitect en inspecteur van het Zoniënwoud Joachim Zinner, en in Parijs ter goedkeuring de daar residerende architect Nicolas Barré voorgelegd, bestond erin van de rechthoek die door het park werd gevormd, de uitvalsbasis te maken voor de reorganisatie van de omliggende wijken door ze te voorzien van goede verbindingswegen met de uitdeinende stad. De werken zouden duren van 1776 tot 1783. Ter hoogte van de balustrade van het Hotel Errera was er de Clutincvijver, genoemd naar de eigenaar in de 13e eeuw, en voor het huidige Koninklijk Paleis lag een diep dal dat ooit een strijdperk was voor toernooien en steekspelen. Ter hoogte van waar nu het standbeeld van Frankrijks gevolmachtigd minister Belliard staat, was er een aanzienlijk hoogteverschil. Ook het deel van het park naar de Hertogstraat toe was zeer heuvelachtig. De grond diende dus eerst te worden gelijkgemaakt: 1 218 bomen werden geveld om nieuwe dreven te creëren die in de vorm van een ganzenpoot het Koningsplein, het Paleizenplein, het Paleis der Natie en het Troonplein met elkaar zouden verbinden. In 1777 was al een weg aangelegd tot aan het Leuvenseplein en in 1780 werd een bekken aangelegd vóór het huidige Paleis der Natie.
In 1789 was het park een ontmoetingsplaats voor edellieden die aan de Franse Revolutie waren ontkomen.

### Oorlogsvernielingen
In 1793 vernielden de sansculotten, de Franse revolutionaire troepen, de beelden en wierpen ze de bustes van de Romeinse keizers omver. De stad Brussel, die het park vanaf 1797 weer in beheer had tot ze er bij Koninklijk Besluit van 23 april 1817 de eigenaar van werd, nam de taak op zich het park zo goed en zo kwaad als het kon te herstellen en er opnieuw beelden te plaatsen. Geldgebrek bracht de stad ertoe een openbare intekening te organiseren waarna het park zou worden toevertrouwd aan de goede zorgen van de dertig meest gulle schenkers. Het resultaat overtrof ruimschoots de verwachting en de tevreden schenkers kozen zeven vertegenwoordigers die de beheerscommissie van het park zouden vormen.
Tijdens de Belgische Revolutie, die leidde tot de afscheiding van de Zuidelijke Nederlanden, zou het reguliere leger van het Verenigd Koninkrijk der Nederlanden van 23 tot 27 september 1830, de dag waarop ook de citadelstad Antwerpen werd verlaten, in het park bivakkeren.

### Opknapbeurt
Het park werd in 2001 opnieuw grondig opgeknapt. Bomen werden geveld of opnieuw aangeplant, de hagen werden hersteld, de paden en grasperken werden opnieuw aangelegd en het parkmeubilair en de kiosk kregen een herstelbeurt. Er werden nieuwe openbare toiletten geplaatst en een paviljoen voor drankjes en kleine hapjes.

## Patroon en invulling

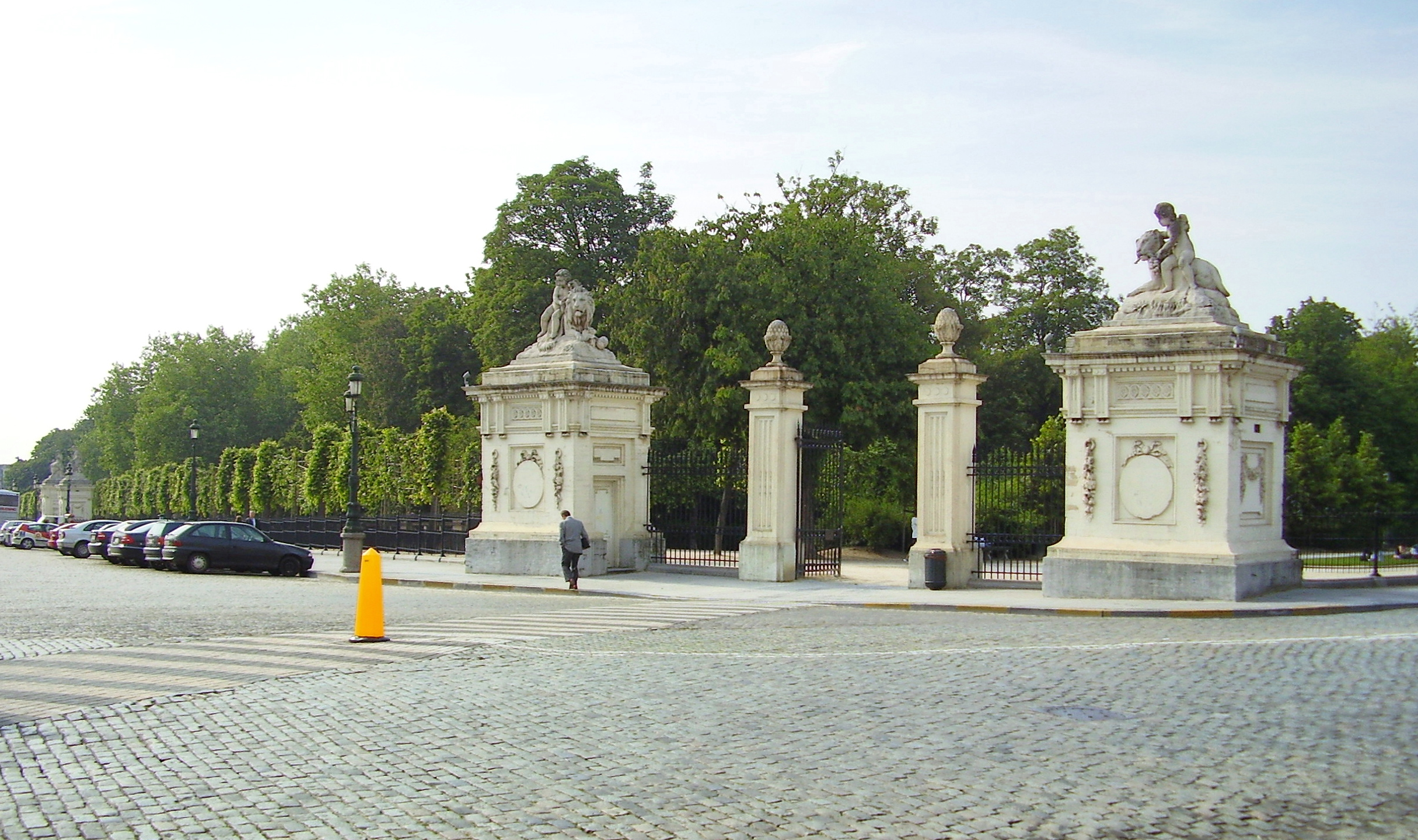
Warandepark

Het Warandepark is aangelegd volgens de principes van de klassieke bouwkunst, als een grote rechthoek met afgeknotte hoeken. Ondanks de strakke geometrie kent het ook meer beboste plekken. De vormgeving is mede ingegeven door stedenbouwkundige beperkingen, opgelegd door het bestaan van aangrenzende straten die in de dreven van het park worden doorgetrokken.

### Ontwerp
De paden die bijna de helft van de oppervlakte in beslag nemen, bestaan uit drie grote dreven in de vorm van een ganzenpoot, die doorkruist worden door twee dwarse dreven. Die dwarse dreven verbonden binnen- en bovenstad via de Koningsstraat waar de doorgetrokken assen van de dwarse dreven uitliepen op steegjes die naar de benedenstad leidden en de Hertogstraat waar de doorgetrokken assen van de dwarse dreven uitliepen op de wallen. De rechteras van de ganzenpoot loopt uit op het Koningsplein, dat zelf schuins op de Koningsstraat uitloopt; een knik in de oude stadswallen en de noodzaak de bestaande wegen te behouden ligt daarvan aan de oorsprong. Het Koningsplein zelf werd aanvankelijk afgesloten met een colonnade. Die colonnade moest later plaatsmaken voor de verbrede en doorgetrokken Regentschapsstraat die dan aansluiting vond met het Poelaertplein, waardoor het Paleis van Justitie nu het perspectief afsluit. De linkeras van de ganzenpoot liep uit op een straat die voortliep in de richting van de Naamsepoort, terwijl het oog botste op de groene beplanting op de top van een wal. In deze buurt werd door kroonprins Willem Frederik, de latere koning Willem II der Nederlanden, in 1823-1826 een paleis gebouwd. Daarvoor moest het 18e-eeuwse hotel plaats ruimen dat de Parkabdij had gebouwd als symmetrische pendant van het hotel dat nu betrokken wordt door de Brusselse Hoofdstedelijke Gewest aan de overzijde van het park, waardoor de oorspronkelijk beoogde symmetrie van de wijk is aangetast. De centrale en rechte as van de ganzenpoot gaf eertijds uit op het portiek van de Heraldische Kamer, dat zich achter de huidige centrale traveeën van het Koninklijk Paleis bevond. Deze poort verdween al toen koning Willem I der Nederlanden de twee hotels die op de hoek van de Heraldische straat stonden tot koninklijk paleis verbouwde en daartoe via een nieuwgebouwd centraal deel met zuilengaanderij en attiek met elkaar verbond. Daardoor werd echter een waardig tegenwicht gecreëerd voor het paleis aan de overkant van het Park; het Paleis van de Soevereine Raad van Brabant, het huidige Paleis der Natie. Een dreef met opgebonden lindebomen omzoomt het gehele park.

### Vrijmetselaarssymboliek
Over de bewering dat er vrijmetselaarssymboliek in de parkaanleg zou zijn verwerkt — met name een kompas en passer — geven de archivalia geen uitsluitsel. Het ontwerp van het park is overigens niet ongewoon vergeleken met andere soortgelijke ontwerpen van parken vanaf de 17e eeuw.

### Fontein
Waar de drie grote dreven samenkomen die samen de vorm van een ganzenpoot aannemen, dicht bij de hoofdingang tegenover het Paleis der Natie, staat sinds 1855 op een rond plein een fontein. Het is bedoeld als monument ter ere van de waterleiding die in Brussel werd aangelegd om stadsbewoners van stromend water te voorzien. De bronnen waaruit het water werd geput, bevonden zich voorbij Eigenbrakel. Deze plek heeft meer dan één kunstenaar geïnspireerd: ooit was er sprake van er een gedenkteken voor Maria Theresia en Jozef II op te richten, een obelisk ter nagedachtenis aan de Slag bij Waterloo of een monument voor de staatsgreep die tot het ontstaan van de bufferstaat België heeft geleid. Deze monumenten werden uiteindelijk ergens anders opgericht.

### Vegetatie
Het hoogstammig hout en het struikgewas, de bomen op een rij aan de rand van de dreven en de twee grote verwilderde delen aan de kant van het Paleizenplein, geven het geheel een bebost en toch veeleer streng uiterlijk: bosjes die als groene kabinetten door een geordende beplanting zijn omgeven zoals in Versailles, Belœil en elders. Elke poging om bloemenperken aan te leggen, is vergeefs gebleken.
Het herhaalde verzet van de gebruikers zodra er sprake is van de vernieuwing van het dichte gewas heeft de aanwas ervan sinds de aanleg van het park bemoeilijkt. Zo heeft men moeten wachten tot de iep, die de andere soorten in het park domineerde, het leven had gelaten, vooraleer in 1979 360 dode bomen door lindebomen, eiken en beuken konden worden vervangen.

### Hekken
Vanaf 1781 maakte men een aanvang met de afsluiting van het park door hekken die worden doorbroken door monumentale poorten, geflankeerd door sokkels of huisjes die beeldengroepen torsen met jachttrofeeën. Drie daarvan werden geschonken door de abdij van Cambron in Henegouwen. De smeedijzeren afsluiting op een geprofileerde plint in hard graniet, kon in de periode van 1849 tot 1851 worden voltooid dankzij de opbrengst van een openbare intekening. Architect Tieleman Franciscus Suys, die ook de Leopoldswijk ontwierp, tekende er de plannen voor.

### Bas-fonds
Aan de kant van het Paleizenplein bevinden zich twee acht meter diepe lager gelegen en verwilderde delen van het park. Het zijn overblijfselen van het oude Warandepark, de bas-fonds, die niet werden overwelfd bij de aanleg van het nieuwe park. De omvang van zo’n opdracht heeft de ontwerpers van het plein er kennelijk doen voor terugdeinzen. Derhalve kregen de zogenaamde bas-fonds een nieuwe bestemming als Engelse tuinen en werden ze afgesloten. In 1830 werden ze het toevluchtsoord en de infirmerie voor gewonden van de reguliere troepen van het Verenigd Koninkrijk der Nederlanden, die in het park werden belaagd door Frans en door Franse intriganten opgehitst racaille. In de loop der tijd verkrijgen de bas-fonds de reputatie oorden van verderf te zijn, waar handelingen plaatsvinden die het volle daglicht schuwen en welke de openbare zeden danig tegen de borst stuiten, een reputatie welke zij thans nog gestand doen. Deze reputatie leidde eertijds tot hun sluiting voor het publiek. De schoormuur met balustrade van de bas-fonds werd in 1907 bedacht door de toenmalige hofarchitect van de Belgische koning Leopold II, Henri Maquet. Die had in weerwil van het protest van het stadsbestuur, het plan opgevat het Paleizenplan ten detrimente van het park opnieuw te vergroten. Het plein was echter drie jaar eerder al met 30 meter uitgebreid, teneinde de nieuwe gevel van het Koninklijk Paleis ruimte te geven en om de aanleg van tuinen voor het paleis mogelijk te maken, waarbij de bas-fonds grotendeels verloren gingen. Het verbolgen stadsbestuur verkreeg de veroordeling voor de rechtbank van de raadgever van de koning. Op de rechterschoormuur bevinden zich zeven letters in smeedijzer: V.I.T.R.I.O.L., terwijl op de linkerschoormuur het spiegelbeeld vermeld staat, L.O.I.R.T.I.V.. Deze letters zijn de afkorting van Visita Interioræ Terræ Rectificando Invenies Occultum Lapidem (bezoekt het binnenste van de aarde en door uzelf te verbeteren zult u de verborgen steen vinden).

## Gebouwen en gedenktekens

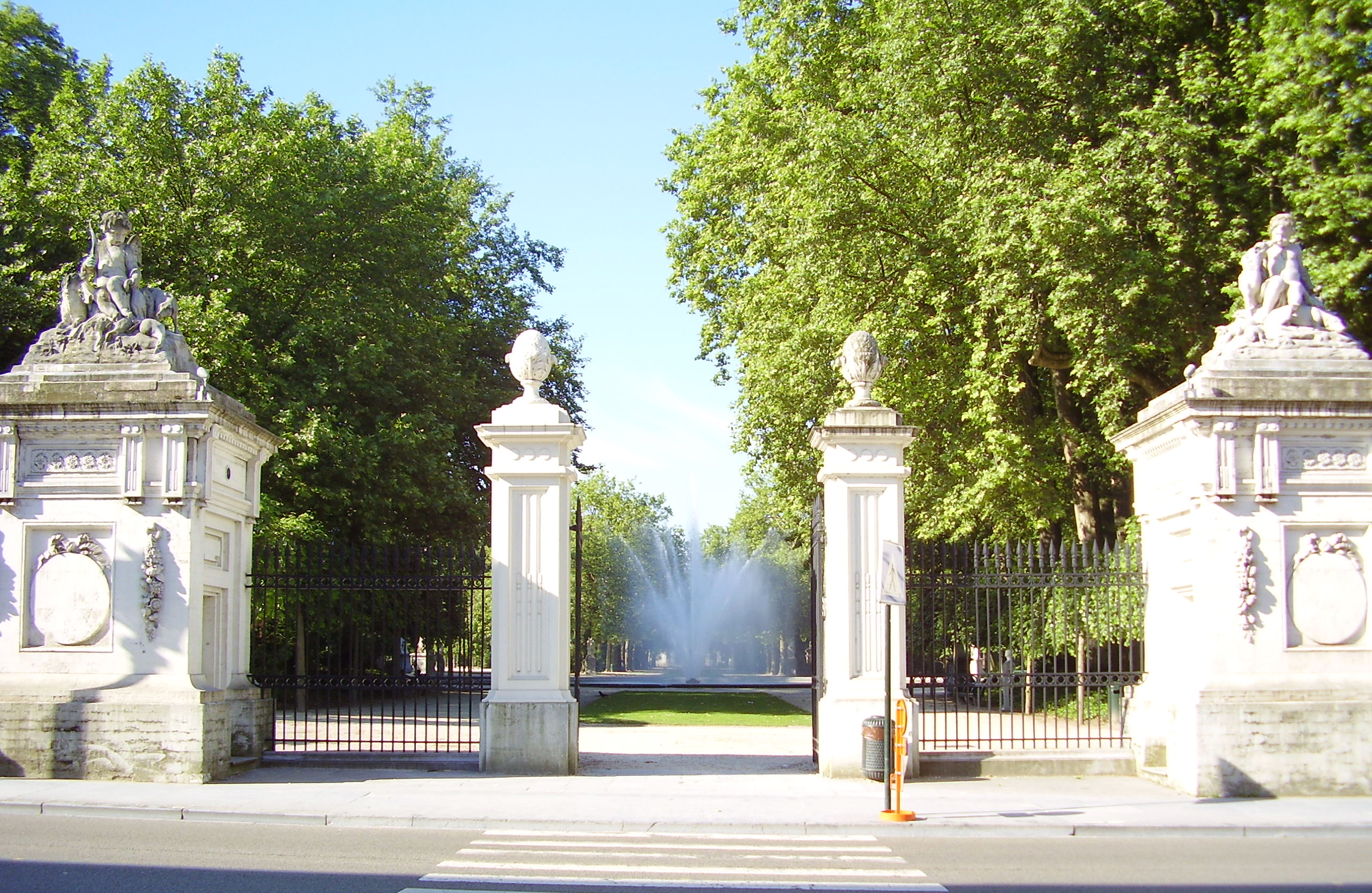
Classicistische toegangspoorten met zicht op de grote fontein

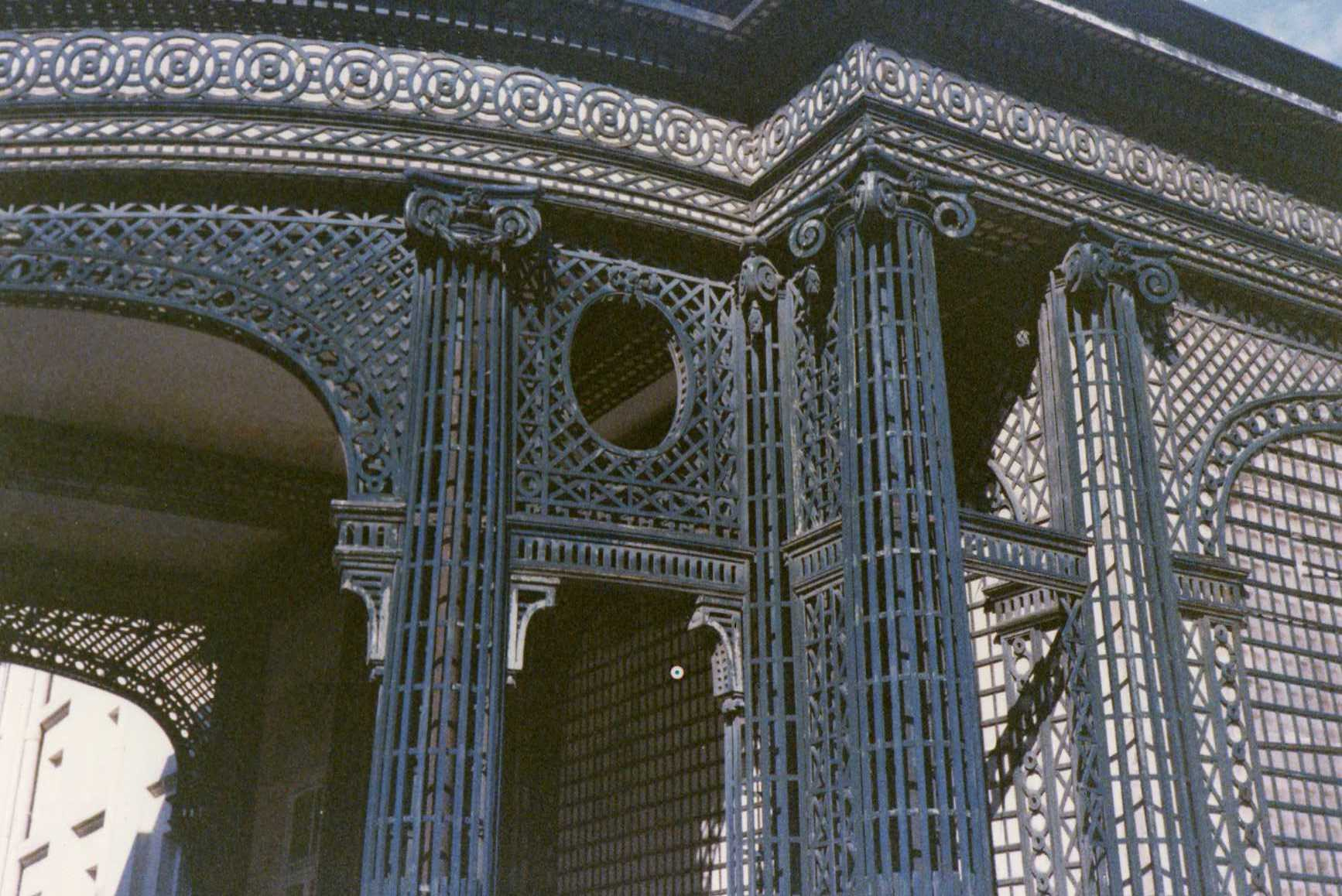
Detail Vauxhall

### Koninklijk-Parktheater
De noordvleugel van de Vauxhall, die herhaaldelijk werd verbouwd, herbergt een schouwburg. Hij werd in 1782 gebouwd voor de gebroeders Alexandre en Herman Bultos naar een ontwerp van architect Louis Joseph Montoyer. De schouwburg was eertijds zowel een feestzaal als een letterkundig kabinet, waar kranten en romans voor een stuiver ter beschikking lagen van het publiek. Tot ergernis van het aartsbisdom Mechelen gaven kinderen, leerling-toneelspelers, er uiteenlopende dramatische voorstellingen: pantomimes, balletten, spreuken, burleske komedies en korte opera’s.
De instelling veranderde echter van répertoire in 1890, toen van variété en operette op klassiek theater werd overgeschakeld. Herhaaldelijk werd het parktheater verbouwd. Het kreeg onder meer een luifel, balkons en een portiek. Een grondige verbouwing in 2000 volgde op een vernietigende brand.

### Vauxhall
Achter het Parktheater ligt de Vauxhall, een 18e-eeuws recreatieoord waaraan het theater zijn bestaan dankt. De oprichting was een initiatief van de familie Bultos. Van 1820 tot 1870 bevond het Concert Noble zich in deze gebouwen. De adellijke sociëteit organiseerde er bals en concerten en liet tegen het bestaande gebouw een nieuwe feestzaal aanbouwen door Charles Vander Straeten, tegenwoordig ingenomen door de exclusieve Franstalige club Cercle Gaulois. De rest van de Vauxhall is in 1913 grondig verbouwd door stadsarchitect François Malfait. Opvallend is het groene latwerk van de trellisgalerij, met zijn koepel à l'impériale.

### Ondergrondse bunker
Vlak naast de Vauxhall, twaalf meter onder de grond, ligt een verlaten bunker, compleet met telefooncentrale, luchtzuiveringsinstallatie en gasgenerator. Hij is enkele honderden vierkante meter groot en toegankelijk via de kelders van de Cercle royal gaulois. Van daaruit leidden twee onderaardse gangen naar Kamer en Senaat, maar met de aanleg van de Brusselse metro zijn deze gangen afgesneden.
In de jaren 30 gaf het Commissariaat-generaal voor Passieve Luchtbescherming opdracht voor de bouw. Bij de oplevering in 1939 hield de regering-Pierlot er een korte testbijeenkomst. Kort erna brak de Tweede Wereldoorlog uit. De Duitsers kwamen de geheime bunker op het spoor en vestigden er een commandopost van waaruit ze het luchtruim controleerden. De Gestapo gebruikte hem ook om verzetszenders te onderscheppen. In de beginjaren van de Koude Oorlog werd hij omgebouwd tot schuiloord tegen kernwapens, dat echter niet berekend was op de komst van de waterstofbom. De Civiele Bescherming bracht er nog een nationaal waarschuwingscentrum onder, maar daarna werd de site verlaten.
De stad Brussel overweegt om de bunker een nieuwe bestemming te geven. Daarvoor is wel het fiat nodig van de federale regering, die over een erfdienstbaarheid beschikt.

### Kiosk
Architect Jean-Pierre Cluysenaar is de ontwerper van de in 1841 met het oog op feestelijkheden naar aanleiding van de nationale feestdag geplaatste muziekkiosk. De kiosk is geheel gedecoreerd aan twaalf zijden. Ze was aanvankelijk bestemd voor het ronde plein in het park tegenover het Paleis der Natie, maar werd al na korte tijd verplaatst naar een hoger gelegen plek binnen het park. Meer dan een eeuw lang werd het op gezette tijden benut door harmonie- en fanfareorkesten.

### Achthoekig bekken
In 1780 werd een 24 meter breed bassin aangelegd. De kanten van het bekken bevinden zich voor de helft in het verlengde van de dreven en voor de andere helft tegenover de delen die de dreven scheiden. Een hydraulische machine in Sint-Joost-ten-Node voorzag aanvankelijk een fontein van water. Errond staan acht Hermesbusten, waarvan Laurent Delvaux er zes maakte (1766).

## Standbeelden
In het Warandepark staan een zestigtal beelden waarvan het overgrote deel onderwerpen ontleend aan de mythologie van de Oudheid uitbeelden. De meeste ervan zijn van elders naar het park gehaald, met name van het oude hertogelijke Warandepark, van het kasteel van Tervuren, waar ze werden weggehaald na het overlijden van bouwheer Karel-Alexander van Lotharingen, gouverneur-generaal van de Habsburgse Nederlanden, en van het paleis van de vorsten van Thurn und Taxis. De beelden van het park hebben sindsdien nogal te lijden gehad onder oorlogen, vandalisme en luchtvervuiling. De meeste ervan zijn daarom ondertussen vervangen door kopieën. De meest waardevolle oorspronkelijke beelden zijn ondergebracht in de Koninklijke Musea voor Schone Kunsten van België te Brussel en meer beschadigde werken en stukken van mindere kwaliteit vonden een plek in het Broodhuismuseum.
Aanvankelijk waren de beelden grijs geschilderd of in de kleur van Franse steen. Pas in 1921 werden overeenkomstig de nieuwe esthetische opvattingen, de beelden van hun beschildering ontdaan.

#### Rondom de fontein
- Leda uit 1734 door Jan Baptist van der Haeghen: de dochter van de Spartaanse koning Tyndareos in innige verstrengeling met de tot zwaan gemetamorfoseerde oppergod Zeus.
- Apollo uit 1770 van François-Joseph Janssens (1744-1816), de zoon van Zeus en Leto en tweelingbroer van Artemis wordt geassocieerd met de zon en het licht.
- Narcissus, kopie uit 1899 door Albert Desenfans (1845-1900), naar het origineel, nu in de Koninklijke Musea voor Schone Kunsten van België te Brussel, van Gabriël Grupello (1644-1730): wanhopig omdat hij zijn beeltenis niet kan vatten, kwijnt Narcissus weg en sterft. Samen met Diana werd het beeld bij Grupello besteld door de familie Thurn und Taxis voor de tuin van hun verblijf.
- Diana, kopie naar het origineel (dat misschien te dateren valt rond 1680/85 wegens de gelijkenis met een beeld van de godin in Versailles dat in 1679 door Coysevox werd gemaakt), nu in de Koninklijke Musea voor Schone Kunsten van België te Brussel, van Gabriel Grupello): godin van de jacht, begeleid door een windhond en bewapend met een pijlenkoker op de rug.
- Venus met de duiven, kopie van Albert Desenfans uit 1885, naar het origineel, nu in de Koninklijke Musea voor Schone Kunsten van België, dat 1774 is gedateerd en getekend door Jean Philippe Augustin Ollivier de Marsseille (1739-1788): de godin van de liefde en de vruchtbaarheid;
- Venus met de spiegel uit 1832 van Pierre Puyenbroeck (1804-1884): de godin van de liefde en de vruchtbaarheid aan haar opmaak.
- Twaalf borstbeelden van Romeinse keizers, in het park sinds 1782 en toegeschreven aan het atelier van Laurent Delvaux (1696-1778): ze zijn geschikt rondom de fontein; de hoofden zijn uitgevoerd in wit marmer en het harnas in jaspiskleurig marmer.
- Vier hermen van Laurent Delvaux en zijn atelier, twee aan weerskanten van de korte dreef die van de fontein naar het Paleis der Natie leidt.
- Beeldengroepen met jachttrofeeën van Gilles-Lambert Godecharle (1750-1835), worden gedragen door huisjes die als sokkel fungeren en zich aan weerskanten bevinden van de poort die uitgeeft op het Paleis der Natie, ze werden gerestaureerd door Pierre Puyenbroeck (de ontwerpen bevinden zich in het Broodhuismuseum).

#### Aan weerszijden van de dreef tussen de fontein en het Troonplein
- Gedenkteken 1882 ter ere van beeldhouwer Godecharle door (Thomas Vinçotte (1850-1925), het medaillon waarop het portret van Godecharle is gevat in het voetstuk dat een vrouwelijk genius draagt dat op het punt staat een van Godecharles voornaamste werken te onthullen: het fronton van het Paleis der Natie, dat op de sokkel schetsmatig wordt opgeroepen.

#### In de dreef tussen Warandeberg en Zinnerstraat
- De handel en de scheepvaart uit 1784 door Godecharle: allegorisch uitgebeeld door twee kinderen, van wie de ene een gevleugelde hoed op heeft, de caduceus van Mercurius in de hand draagt en gezeten is op balen met goederen en van wie de hand van de andere rust op een cartouche met het monogram van de prins van Starhemberg, gevolmachtigd minister van de Oostenrijkse Habsburgers in Brussel onder keizerin Maria Theresia en ten tijde van de aanleg van het park.
- De kunsten en de wetenschap uit 1784 door Godecharle: allegorisch voorgesteld door twee kinderen met bijpassende attributen. Een van beide draagt een cartouche met daarop het ontwerp van het park.

#### Aan weerskanten van de centrale as
- Meleager doodt het everzwijn, uit 1786, van Pierre Lejeune: vertoornd door Meleagers vader, Oeneus, koning van Calydon, stuurt de godin Artemis een woest everzwijn uit om het platteland onveilig te maken maar dat door Meleager uiteindelijk werd overwonnen.
- Adonis gedood door een everzwijn (of Meleager aangevallen door het everzwijn ?) uit 1786 van Pierre Lejeune.

#### Kant Hertogstraat en Paleis der Academiën
- Blaffende hond uit 1895 van Alphonse de Tombay, een kopie van het origineel, nu in het Brusselse Broodhuismuseum, De originele 'Hond' is van witte marmer en de dateert, samen met de 'Leeuw', uit de periode rond 1875. Beide stonden, samen met een 40-tal andere beelden in het park van het Kasteel van Karel van Lotharingen in Tervuren. Na de Oostenrijkse periode werden deze beelden overgebracht naar het Brusselse Warandepark, waar ze zwaar leden onder de beschietingen onder Napoleon en bij de Belgische revolutie. In de tweede helft van de 19de eeuw werden ze een voor een vervangen door kopieën.
- Venus met de schelp, kopie door Egide Mélot uit de jaren 1880 naar het origineel, nu in de Koninklijke Musea voor Schone Kunsten van België, werk van een onbekende meester uit de 18e eeuw (ooit toegeschreven aan Grupello en Ollivier de Marseille),
- Borstbeelden van Alexander de Grote en Cleopatra, gebeten door de adder na haar nederlaag tegen de Romeinen. door onbekende meesters.
- Jachttrofeeën van Godecharle, boven de poorthuisjes aan de ingang op de hoek van het Paleizenplein en de Hertogstraat.

#### Aan de fontein bij het Paleizenplein
- Zes hermen (in het park sinds 1782?), toegeschreven aan het atelier van Laurent Delvaux, en twee hermen uit 1842 van Pierre Puyenbroeck: rondom het achthoekige bekken van de fontein aan de kant van het Paleizenplein zijn een even groot aantal hermen geplaatst waarvan enkel hoofd en ontblote voeten in wit marmer onttrokken zijn aan een stenen omhulsel van stenen schubben. De twee beelden van Puyenbroeck die aan de kant naar het Paleis der Natie zijn opgesteld, stellen de Gallische koningen Ambiorix van de Eburonen en Vercingetorix voor, die zich beiden verdienstelijk maakten in de strijd tegen het imperialisme van Julius Caesar. Een van beide heeft het moderne, blinde vandalisme echter niet overleefd.
- Meisje met de schelp uit 1901 door Alphonse de Tombay: drinkfontein, bestemd voor armlastige kinderen die nergens anders hun dorst kunnen lessen. Oorspronkelijk waren er met een ketting koperen bekers aan het bekken verbonden.

#### Kant Koningsplein
- De Liefdadigheid, kopie naar het origineel van Michiel van der Voort (1667-1737): een allegorische beeldengroep verzinnebeeldt de Caritas door een vrouw met drie kinderen.
- Buste van Lucretia door een onbekende beeldhouwer.

#### Aan de dreef bij de Baron Hortastraat
- Flora van Laurent Delvaux (?) in het park sinds 1783): godin van de plantenwereld. Dit beeld en het volgende werden door de overheid verworven op de veiling van de inboedel van Karel-Alexander van Lotharingen door diens erfgenamen, en zijn afkomstig van het park van het kasteel in Tervuren.
- Pomona van Delvaux (?) in het park sinds 1783): beschermnimf van het ooft.
- Leeuw uit 1895 van Alphonse de Tombay: de leeuw is voorgesteld met een poot op een wereldbol. Het is een kopie van een origineel dat zich bevindt in het Broodhuismuseum. De originele 'Leeuw' is van witte marmer en de dateert, samen met de 'Hond', uit de periode rond 1875. Beide stonden, samen met een 40-tal andere beelden in het park van het Kasteel van Karel van Lotharingen in Tervuren. Na de Oostenrijkse periode werden deze beelden overgebracht naar het Brusselse Warandepark, waar ze zwaar leden onder de beschietingen onder Napoleon en bij de Belgische revolutie. In de tweede helft van de 19de eeuw werden ze een voor een vervangen door kopieën.

#### In debas-fondsbij het Koninklijk Paleis
- De boetvaardige Maria Magdalena, kopie van het gehavende origineel, nu in het Broodhuismuseum van Brussel, door Hiëronymus Duquesnoy de Oudere, in het park sinds 1779: neergevlijd in een grot (1878), oorspronkelijk met fontein. Volgens een legende zou de heilige het verhaal in herinnering brengen van een jonge Brusselse wie de liefde van een jongeman van te nederige afkomst zou zijn ontzegd. Zij zou zich van verdriet in een poel van de bas-fonds hebben laten verdrinken.
- Borstbeeld van tsaar Peter de Grote, oorspronkelijk uit 1854. Het oorspronkelijke beeld, dat na diefstal werd vervangen door een soortgelijk werk, werd aan de stad geschonken door prins Demidoff als aandenken aan een slemppartij van de Russische keizer, die tijdens zijn Brusselse verblijf in 1717 een te gul overgoten maaltijd aan de voet van het Magdalenabeeld had uitgebraakt. Het beeld werd geplaatst bij de fontein waar Peter de Grote zijn ding had gedaan. Op het bewaarde bekken in de buurt van het beeld staat nog steeds de volgende tekst:

Petrus Alexiowitz Czar Moscovitae, magnus dux, margini hujus fontis insidens, illius aquam nobilitavit libato vino hora post meridiem tertia die XVI aprilis anno 1717

Peter Alexiowitz, tsaar van Moskou, grootvorst, gezeten aan de rand van deze fontein, heeft er de wateren van verrijkt met de wijn die hij heeft gedronken, op 16 april 1717, om drie uur ‘s middags.

#### Aan de centrale ingang tegenover het Koninklijk Paleis
- Twee stenen leeuwen uit 1780 van Joseph Dubois: ze bevinden zich op de balustrade die gelijkloopt met het Paleizenplein, recht tegenover het Koninklijk Paleis of de vroegere Heraldische straat.
- Op de hoekgebouwtjes van de centrale ingang aan het Koninklijk Paleis, staan beeldengroepen:
  - De lente uit 1852 van Victor Poelaert en
  - De zomer uit 1852 van Égide Mélot. Beide allegorische figuren worden uitgebeeld door vrouwen die door putti wordt omringd en getooid zijn met bloemen en vruchten. De andere toegangspoorten van het park worden beheerst door 8 beeldengroepen van Godecharle, (1782), die onderwerpen uitbeelden die met de jacht verband houden; elke groep wordt gedomineerd door een zittende putto.